# Söndagen efter Alla helgons dag
Söndagen efter Alla helgons dag är en 1983 nyinförd helgdag i Svenska kyrkan, som sedan 2003 kallas Alla själars dag. Den motsvarar den minnesdag över de döda som inom Romersk-katolska kyrkan hålls den 2 november. När den i Sverige avskaffades i samband med reformationen kom i stället Alla helgons dag att överta rollen som åminnelsedag över de avlidna, särskilt efter att den flyttats till en lördag 1953, efter att sedan 1772 firats på en söndag. Alla själars dag var en mindre helgdag i Sverige till och med 1571, och försvann helt ur almanackan 1680. Sedan 1983 ägnar Svenska kyrkan åter dagen efter Alla helgons dag åt de dödas minne.
Den infaller den söndag som infaller 1–7 november.
Den liturgiska färgen är violett/blå eller svart.
Temat för dagens bibeltexter enligt evangelieboken är Vårt evighetshopp, och en välkänd text är den text ur Första Korinthierbrevet, där Paulus förklara hur han ser på de dödas uppståndelse.
"Det du sår får inte liv om det inte dör." ... "Så är det också med de dödas uppståndelse. Det som blir sått förgängligt uppstår oförgängligt. Det som blir sått föraktat uppstår i härlighet."
De här bibelställena är de texter som enligt evangelieboken används för att belysa dagens tema:
| Första årgången                    | Andra årgången                          | Tredje årgången                       | Psaltarpsalm |
| Hes 37:12-14 Upp 22:1-5 Luk 12:4-7 | Job 17:15-16 1 Kor 15:35-49 Joh 6:37-40 | Jos 1:10-11 Heb 11:13-16 Luk 20:37-38 | Ps 116:1-9   |

Föregående dag i evangelieboken: Alla helgons dag

Följande dag i evangelieboken:  ---